# Kandrščica
Kandrščica je desni pritok potoka Medija, ta pa se nato pri naselju Zagorje ob Savi kot levi pritok izliva v reko Savo.